# توشیوکی تاناکا
توشیوکی تاناکا (انگلیسی: Toshiyuki Tanaka؛ زادهٔ ۲ فوریهٔ ۱۹۸۵) سوارکار اهل ژاپن است.
وی در مسابقات کشوری و بین‌المللی در مجموع برندهٔ ۱ مدال برنز شده است.